# Перелом кісток таза

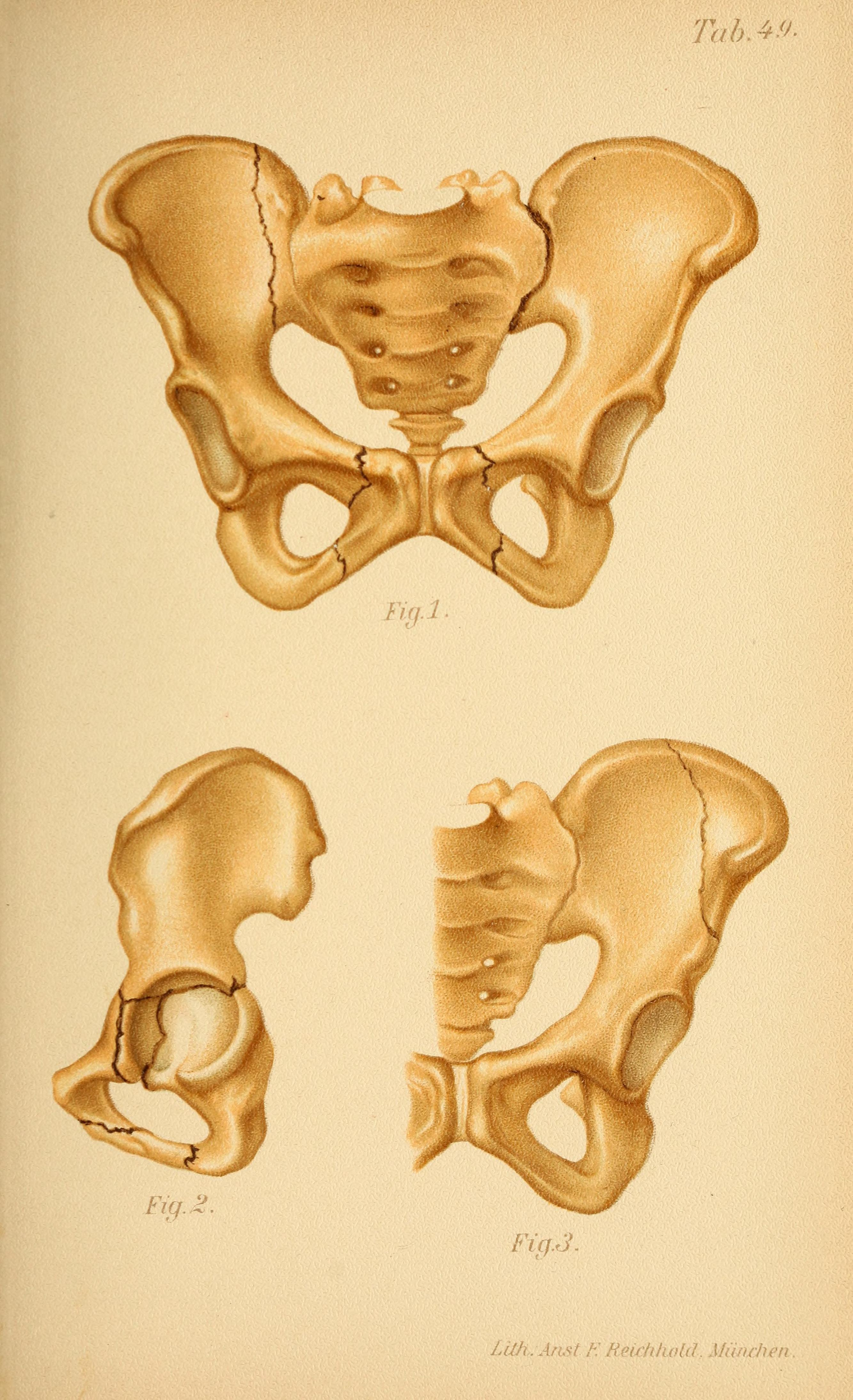
Умовне зображення ліній переломів тазових кісток в атласі переломів 1902 рік

Перелом кісток таза (перелом тазового кільця) — пошкодження, яке виникає в ділянці кісток тазу, зазвичай відноситься до категорії важких травм опорно-рухового апарату, що супроводжується високим рівнем летальності, тривалою непрацездатністю та інвалідністю. Причиною цього є специфіка анатомічної будови таза та наявність у цій ділянці важливих структур внутрішніх органів (великі судини, нервові сплетення, кишки, сечовивідні та статеві органи), які можуть бути пошкоджені при травмах цієї локалізації. Тяжкість травми таза визначається вираженим больовим синдромом, масивною крововтратою, травматичним шоком, ушкодженням внутрішніх органів.
Оскільки тазові кістки розташовані поблизу великих кровоносних судин і органів, переломи тазу можуть спричинити значні кровотечі та інші травми, які вимагають термінового лікування.
Травми тазового кільця поширені в усіх вікових групах і становлять приблизно 3 % усіх переломів скелета. Найчастіше страждають особи у віці від 18 до 44 років, чоловіки частіше, ніж жінки.

## Механізм травми
Тазове кільце складається з крижової кістки і 2 тазових (безіменних) кісток, кожна з яких включає клубову, сідничну та лобкову кістки. Кістковій анатомії тазового кільця бракує внутрішньої стабільності, що підкреслює важливу роль міцних зв'язок у підтримці його структури. Зміщення тазового кільця вимагає розриву як мінімум у 2 місцях.
Тазове кільце порушується внаслідок прямої травми тазу або непрямої травми через стиснення або відтягнення хребта та/або стегнової кістки.
Таз являє собою кільцеподібну систему, й будь-яке його пошкодження буде відображатись на обох його відділах — передньому і задньому. Нестабільні пошкодження таза виникають унаслідок високої енергії травмуючої сили, що характерно при ДТП, падіннях із висоти та стисненні. Ці сили спочатку викликають розрив симфізу, а при подальшій дії призводять до розривів крижово-остистих, крижово-здухвинних зв'язок та клубово-крижового з'єднання.
У літніх людей зі слабкішими кістками через остеопороз, незначного падіння, може бути достатньо, щоб спричинити перелом тазу.

## Класифікація
Травми тазового кільця охоплюють широкий спектр і мають різні класифікації та підтипи. Ці травми охоплюють від простих переломів крижової кістки або лобка з мінімальним зміщенням, які часто можна лікувати консервативно, до високоенергетичних розривів кісткового або зв'язкового кільця, які вимагають екстреного медичного втручання через їх небезпечний характер.

### Класифікація переломів кісток тазу А.В.Каплана— Л.Г.Школьнікова
| Тип | Характеристика |
| --- | --- |
| 1. Крайові переломи | переломи крила клубової кістки, крижово-клубового зчленування, куприка, сідничного бугра, відриви остей тазу |
| 2. Переломи кісток тазового кільця без порушення його безперервності                                                                                       | переломи однієї чи обох лонних чи сідничних кісток, переломи з одного боку лонної, з іншого сторони — сідничної кістки |
| 3. Переломи кісток тазового кільця з порушенням його безперервності                                                                                        | |
| - переднього відділу | двосторонні переломи обох гілок лоної кістки; двосторонні переломи лоної та сідничної кістки; розриви симфізу |
| - заднього відділу | вертикальний перелом клубової кістки або крижів, розрив крижово-клубового зчленування; |
| - переломи переднього та заднього відділів тазу з порушенням безперервності тільки переднього або тільки заднього півкільця або одночасно в обох відділах. | перелом Мальгеня — перелом лонної та сідничної кісток з одного боку і вертикальний перелом здухвинної кістки з цього ж боку; перелом Вуалемьє — вертикальний перелом крижів і переднього півкільця таза, як при переломі Мальгеня, з тієї ж сторони; перелом Нідерля (діагональний перелом таза) — вертикальний перелом здухвинної кістки з одного боку і переднього півкільця — з іншого; перелом Дювернея — перелом вертлужної западини. |
| 4. Переломи вертлужної западини | переломи краю чи дна западини, центральний вивих стегна |
| 5. Переломи тазу та пошкодження тазових органів | |
| 6. Комбіновані ушкодження | |

### Класифікація Young and Burgess

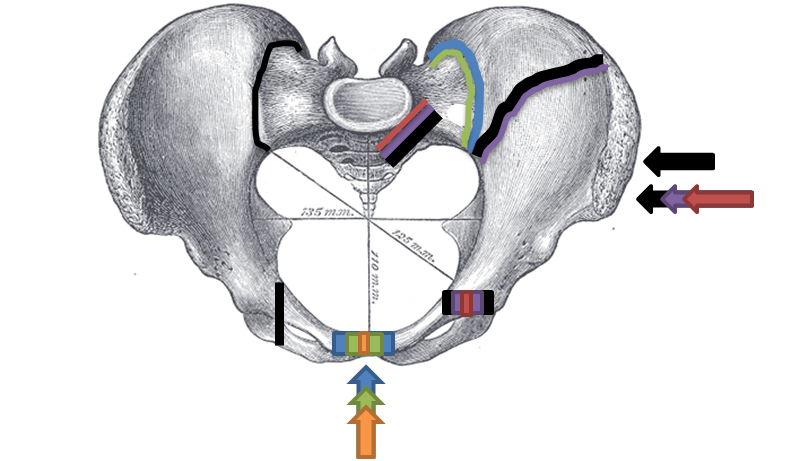
Зусилля та перелом позначаються відповідною літерою та кольором: A. Передньозаднє стиснення (компресія) типу I, B. Передньозаднє стиснення (компресія) II типу, C. Передньозаднє стиснення (компремія) III типу; D. Бічна компресія I типу, E. Бічна компресія II типу, F. Бічна компресія III типу

Ця класифікаційна система класифікує травми тазового кільця за 4 основними механізмами.
|          | Тип | Характеристика                                                                             |
| -------- | --- | ------------------------------------------------------------------------------------------ |
| Механізм | Бокова компресія (LC) | Бокова компресія (LC)                                                                      |
|          | LC1 | Передній крижовий компресійний перелом +/- перелом лобкової гілки (як правило, стабільний) |
| LC2      | Серпоподібний перелом +/- перелом лобкової гілки (нестабільний) |                                                                                            |
| LC3      | LC1 або LC2 із контрлатеральним передньо-заднім компресійним ушкодженням (AP)                                                                                             |                                                                                            |
| Механізм | Передньо-задня компресія (APC) | Передньо-задня компресія (APC)                                                             |
|          | APC1 | Розширення малого симфізу або розсіяний перелом гілки                                      |
| APC2     | Відкриття симфізу більше 2,5 см із розривом крижово-остистої та передньої крижово-клубових зв'язок, припускає, що задні крижово-клубові зв'язки залишаються неушкодженими |                                                                                            |
| APC3     | Повне руйнування симфізу та крижово-клубового суглоба |                                                                                            |
| Механізм | Вертикальний зсув (VS) | Вертикальний зсув (VS)                                                                     |
|          | Вертикальний зсув (VS) | Вертикальне зміщення половини тазу представляє повну нестабільність                        |
| Механізм | Комбінований механізм (CM) | Комбінований механізм (CM)                                                                 |
|          | Комбінований механізм (CM) | Будь-яка комбінація                                                                        |

### Класифікація крижових переломів за Denis
Крижові переломи поділяються на 3 зони відповідно до класифікації Denis:
- Зона 1: латеральніше крижового отвору;
- Зона 2: вхідний крижовий отвір;
- Зона 3: медіально до крижового отвору — найбільша частота неврологічних ушкоджень, включаючи нервові корінці або кінський хвіст;

Попереково-тазова дисоціація відноситься до перелому, який порушує безперервність між основою хребта та тазом, що вимагає фіксації. Двосторонні крижові переломи часто супроводжуються попереково-тазовою дисоціацією, що підкреслює важливість ретельного перегляду КТ-сканувань для виявлення сакральних розривів у корональній площині.

### Класифікація переломів кісток тазу AO/ASIF
Згідно з класифікацією AO/ASIF, тазове кільце може бути умовно розподілене на два півкільця відносно вертлюгової западини — заднє і переднє. Діафрагма таза, що включає крижово-горбкові і крижово-остисті зв'язки, з'єднує названі півкільця та бере участь у забезпеченні їх стабільності. Класифікація АО ґрунтується на визначенні локалізації ушкодження (наявність чи відсутність ушкодження заднього півкільця) і ступеня порушення стабільності тазового кільця:
- Типу А (стабільне пошкодження таза) — пошкодження, при яких цілісність кістково-зв'язкового апарату заднього півкільця не порушена.
- Тип В (частково стабільне пошкодження) — пошкодження з неповним розривом заднього півкільця таза, при яких може мати місце ротаційна нестабільність довкола вертикальної, а також довкола поперечної осі, зі збереженням часткової цілісності кістково-зв'язкового апарату заднього півкільця та в деяких випадках інтактної діафрагми таза.
- Тип С (нестабільне пошкодження таза) — повний розрив заднього півкільця з порушенням безперервності його кісткових і зв'язкових елементів, і як наслідок — можливим зсувом у трьох площинах і ротаційною нестабільністю з повною втратою цілісності кістково-зв'язкового комплексу. Діафрагма таза завжди розірвана.

Кожен із типів підрозділяється на підтипи (А1, А2, А3 і т. д.), що дозволяє деталізувати кожне з пошкоджень і обрати адекватну тактику лікування.
| Кістка  | Локалізація        | Тип                                       | Група | Підгрупа | Кваліфікація |
| ------- | ------------------ | ----------------------------------------- | --- | --- | --- |
| 6 — таз | 61 — тазове кільце | 61A — інтактна задня дуга                 | 61A1 — відривний перелом тазової кістки                                                                                                 | 61A1.1 — Перелом передньої верхньої ості клубової кістки                                                                    | |
| 6 — таз | 61 — тазове кільце | 61A — інтактна задня дуга                 | 61A1 — відривний перелом тазової кістки                                                                                                 | 61A1.2 — Перелом передньої нижньої ості клубової кістки                                                                     | |
| 6 — таз | 61 — тазове кільце | 61A — інтактна задня дуга                 | 61A1 — відривний перелом тазової кістки                                                                                                 | 61A1.3 — Перелом горбка сідничної кістки                                                                                    | |
| 6 — таз | 61 — тазове кільце | 61A — інтактна задня дуга                 | 61A2 — перелом тазової кістки | 61A2.1 — Перелом крила клубової кістки                                                                                      | |
| 6 — таз | 61 — тазове кільце | 61A — інтактна задня дуга                 | 61A2 — перелом тазової кістки | 61A2.2 — Однобічний перелом передньої склепіння                                                                             | |
| 6 — таз | 61 — тазове кільце | 61A — інтактна задня дуга                 | 61A2 — перелом тазової кістки | 61A2.3 — Двобічний перелом передньої склепіння                                                                              | |
| 6 — таз | 61 — тазове кільце | 61A — інтактна задня дуга                 | 61A3 — поперечний перелом крижі (S3, S4, S5) і куприка                                                                                  | | |
| 6 — таз | 61 — тазове кільце | 61B —неповне порушення заднього склепіння | 61B1 — відсутність ротаційної нестабільності                                                                                            | 61B1.1 — Бічний компресійний перелом (LC1)                                                                                  | а-Іпсилатеральний або однобічний перелом лобкової гілки b-Двосторонній перелом лобкової гілки c-Перелом контралатеральної лобкової гілки e-Парасимфізарний перелом f-Нахильний перелом g-Заблокований симфіз |
| 6 — таз | 61 — тазове кільце | 61B —неповне порушення заднього склепіння | 61B1 — відсутність ротаційної нестабільності                                                                                            | 61B1.2 — перелом відкритої книги (APC1)                                                                                     | |
| 6 — таз | 61 — тазове кільце | 61B —неповне порушення заднього склепіння | 61B2 — ротаційно-нестабільна, однобічна задня травма                                                                                    | 61B2.1 — Бічний компресійний перелом крижів з нестабільністю внутрішньої ротації (LC1)                                      | а-Іпсилатеральний або однобічний перелом лобкової гілки b-Двосторонній перелом лобкової гілки c-Перелом контралатеральної лобкової гілки e-Парасимфізарний перелом f-Нахильний перелом g-Заблокований симфіз |
| 6 — таз | 61 — тазове кільце | 61B —неповне порушення заднього склепіння | 61B2 — ротаційно-нестабільна, однобічна задня травма                                                                                    | 61B2.2 — Бічний компресійний перелом клубової кістки (півмісяць) з внутрішньою ротаційною нестабільністю (LC2)              | а-Іпсилатеральний або однобічний перелом лобкової гілки b-Двосторонній перелом лобкової гілки c-Перелом контралатеральної лобкової гілки e-Парасимфізарний перелом f-Нахильний перелом g-Заблокований симфіз |
| 6 — таз | 61 — тазове кільце | 61B —неповне порушення заднього склепіння | 61B2 — ротаційно-нестабільна, однобічна задня травма                                                                                    | 61B2.3 — Відкрита книга або нестабільність зовнішньої ротації (APC2)                                                        | а-Іпсилатеральний або однобічний перелом лобкової гілки b-Двосторонній перелом лобкової гілки c-Перелом контралатеральної лобкової гілки e-Парасимфізарний перелом f-Нахильний перелом g-Заблокований симфіз |
| 6 — таз | 61 — тазове кільце | 61B —неповне порушення заднього склепіння | 61B3 — ротаційно-нестабільна, двобічна задня травма                                                                                     | 61B3.1 — Внутрішня ротаційна нестабільність на одному боці і зовнішня ротаційна нестабільність на протилежній стороні (LC3) | а-Іпсилатеральний або однобічний перелом лобкової гілки b-Двосторонній перелом лобкової гілки c-Перелом контралатеральної лобкової гілки e-Парасимфізарний перелом f-Нахильний перелом g-Заблокований симфіз |
| 6 — таз | 61 — тазове кільце | 61B —неповне порушення заднього склепіння | 61B3 — ротаційно-нестабільна, двобічна задня травма                                                                                     | 61B3.2 — Двосторонній бічний компресійний перелом крижового відділу                                                         | а-Іпсилатеральний або однобічний перелом лобкової гілки b-Двосторонній перелом лобкової гілки c-Перелом контралатеральної лобкової гілки e-Парасимфізарний перелом f-Нахильний перелом g-Заблокований симфіз |
| 6 — таз | 61 — тазове кільце | 61B —неповне порушення заднього склепіння | 61B3 — ротаційно-нестабільна, двобічна задня травма                                                                                     | 61B3.3 — Відкрита книга або зовнішньо ротаційна нестабільність (двосторонній APC2)                                          | а-Іпсилатеральний або однобічний перелом лобкової гілки b-Двосторонній перелом лобкової гілки c-Перелом контралатеральної лобкової гілки e-Парасимфізарний перелом f-Нахильний перелом g-Заблокований симфіз |
| 6 — таз | 61 — тазове кільце | 61C — повне руйнування заднього склепіння | 61C1 — одностороння задня травма (APC3, вертикальний зсув)                                                                              | 61C1.1 — з переломом клубової кістки                                                                                        | а-Іпсилатеральний або однобічний перелом лобкової гілки b-Двосторонній перелом лобкової гілки c-Перелом контралатеральної лобкової гілки e-Парасимфізарний перелом f-Нахильний перелом g-Заблокований симфіз j-Вивих перелому крижово-клубового суглоба |
| 6 — таз | 61 — тазове кільце | 61C — повне руйнування заднього склепіння | 61C1 — одностороння задня травма (APC3, вертикальний зсув)                                                                              | 61C1.2 — через крижово-клубовий суглоб                                                                                      | а-Іпсилатеральний або однобічний перелом лобкової гілки b-Двосторонній перелом лобкової гілки c-Перелом контралатеральної лобкової гілки e-Парасимфізарний перелом f-Нахильний перелом g-Заблокований симфіз j-Вивих перелому крижово-клубового суглоба |
| 6 — таз | 61 — тазове кільце | 61C — повне руйнування заднього склепіння | 61C1 — одностороння задня травма (APC3, вертикальний зсув)                                                                              | 61C1.3 — з переломом крижової кістки                                                                                        | а-Іпсилатеральний або однобічний перелом лобкової гілки b-Двосторонній перелом лобкової гілки c-Перелом контралатеральної лобкової гілки e-Парасимфізарний перелом f-Нахильний перелом g-Заблокований симфіз j-Вивих перелому крижово-клубового суглоба |
| 6 — таз | 61 — тазове кільце | 61C — повне руйнування заднього склепіння | 61C2 — двостороння задня травма, повний розрив однієї півтазової кістки, травма контралатеральної частини півтаза неповний розрив (LC3) | 61C2.1 — повний розрив через клубову кістку                                                                                 | а-Іпсилатеральний або однобічний перелом лобкової гілки b-Двосторонній перелом лобкової гілки c-Перелом контралатеральної лобкової гілки d-Порушення симфізу e-Парасимфізарний перелом f-Нахильний перелом g-Заблокований симфіз k-Контралатеральне задньобокове компресійне ураження: крижова кістка l-Контралатеральне заднє латеральне компресійне ураження: клубова кістка (півмісяць) m-Ураження контралатеральної задньої зовнішньої ротації: крижово-клубовий суглоб n-Ураження контралатеральної задньої зовнішньої ротації: зміщення перелому |
| 6 — таз | 61 — тазове кільце | 61C — повне руйнування заднього склепіння | 61C2 — двостороння задня травма, повний розрив однієї півтазової кістки, травма контралатеральної частини півтаза неповний розрив (LC3) | 61C2.2 — повний розрив через крижово-клубовий суглоб                                                                        | а-Іпсилатеральний або однобічний перелом лобкової гілки b-Двосторонній перелом лобкової гілки c-Перелом контралатеральної лобкової гілки d-Порушення симфізу e-Парасимфізарний перелом f-Нахильний перелом g-Заблокований симфіз k-Контралатеральне задньобокове компресійне ураження: крижова кістка l-Контралатеральне заднє латеральне компресійне ураження: клубова кістка (півмісяць) m-Ураження контралатеральної задньої зовнішньої ротації: крижово-клубовий суглоб n-Ураження контралатеральної задньої зовнішньої ротації: зміщення перелому |
| 6 — таз | 61 — тазове кільце | 61C — повне руйнування заднього склепіння | 61C2 — двостороння задня травма, повний розрив однієї півтазової кістки, травма контралатеральної частини півтаза неповний розрив (LC3) | 61C2.3 — повний розрив через крижу                                                                                          | а-Іпсилатеральний або однобічний перелом лобкової гілки b-Двосторонній перелом лобкової гілки c-Перелом контралатеральної лобкової гілки d-Порушення симфізу e-Парасимфізарний перелом f-Нахильний перелом g-Заблокований симфіз k-Контралатеральне задньобокове компресійне ураження: крижова кістка l-Контралатеральне заднє латеральне компресійне ураження: клубова кістка (півмісяць) m-Ураження контралатеральної задньої зовнішньої ротації: крижово-клубовий суглоб n-Ураження контралатеральної задньої зовнішньої ротації: зміщення перелому |
| 6 — таз | 61 — тазове кільце | 61C — повне руйнування заднього склепіння | 61C3 — двостороння задня травма, обидві сторони повного розриву (APC3, вертикальний зсув)                                               | 61C3.1 — позакрижовий з обох сторон                                                                                         | а-Іпсилатеральний або однобічний перелом лобкової гілки b-Двосторонній перелом лобкової гілки c-Перелом контралатеральної лобкової гілки d-Порушення симфізу e-Парасимфізарний перелом f-Нахильний перелом g-Заблокований симфіз h-Перелом крила клубової кістки j-Порушення крижово-клубового суглоба |
| 6 — таз | 61 — тазове кільце | 61C — повне руйнування заднього склепіння | 61C3 — двостороння задня травма, обидві сторони повного розриву (APC3, вертикальний зсув)                                               | 61C3.2 — крижовий з одного боку, екстрасакральний з іншого боку                                                             | а-Іпсилатеральний або однобічний перелом лобкової гілки b-Двосторонній перелом лобкової гілки c-Перелом контралатеральної лобкової гілки d-Порушення симфізу e-Парасимфізарний перелом f-Нахильний перелом g-Заблокований симфіз h-Перелом крила клубової кістки j-Порушення крижово-клубового суглоба |
| 6 — таз | 61 — тазове кільце | 61C — повне руйнування заднього склепіння | 61C3 — двостороння задня травма, обидві сторони повного розриву (APC3, вертикальний зсув)                                               | 61C3.3 — крижа обидві сторони                                                                                               | а-Іпсилатеральний або однобічний перелом лобкової гілки b-Двосторонній перелом лобкової гілки c-Перелом контралатеральної лобкової гілки d-Порушення симфізу e-Парасимфізарний перелом f-Нахильний перелом g-Заблокований симфіз h-Перелом крила клубової кістки j-Порушення крижово-клубового суглоба |

## Діагностика
Травма тазового кільця може становити загрозу для життя або може бути пов'язана з небезпечними для життя травмами, що вимагає комплексного обстеження. Обстеження та огляд проводять паралельно з комплексами заходів по розширеній підтримці життя після травми (ATLS).
| Тип травми                       | Частота виникнення |
| -------------------------------- | ------------------ |
| Травма грудної клітини           | 63 %               |
| Переломи довгих кісток           | 50 %               |
| Травми голови                    | 40 %               |
| Пошкодження вісцеральних органів | 40 %               |
| Переломи хребта                  | 25 %               |
| Травми кишечника                 | 14 %               |
| Травми сечостатевої системи      | від 6 % до 15 %    |
| Відкриті переломи                | 5 %                |

Смертність при відкритих переломах кісток тазу становить близько 50 %; необхідне термінове призначення антибіотиків. Необхідно провести ректальне та вагінальне обстеження та виявити розриви шкіри навколо промежини.

### Клінічні ознаки
Перелом кісток таза майже завжди викликає біль. Цей біль посилюється при русі стегна або при спробі ходити. Часто пацієнт намагається тримати стегно або коліно зігнутими в певному положенні, щоб уникнути посилення болю.
Клінічна картина при ушкодженнях таза залежить від локалізації перелому, можливих ускладнень і супутніх ушкоджень. Огляд ділянки таза може наштовхнути на думку про ушкодження тієї чи іншої ділянки кісток або міжкісткового зчленування. Так, у випадку перелому переднього півкільця таза, часто спостерігається крововилив у мошонку, що вперше описав Destot. При ушкодженні переднього і зад нього відділів таза може спостерігатися зсув відповідної половини таза у проксимальному напрямку внаслідок скорочення м'язів, а також її ротація назовні. При цьому відзначається відносне вкорочення нижньої кінцівки на боці ушкодження. Зміна форми таза можлива і при переломах крила клубової кістки, коли вільний фрагмент зміщується латерально чи медіально та в проксимальному напрямку.
З метою уточнення локалізації можливого місця перелому необхідно застосовувати пальпацію ділянки таза.
При переломах кісток таза, як і при переломах хребців поперекового відділу, може спостерігатися «псевдоабдомінальний синдром», поява якого викликана наявністю заочеревинної гематоми.
Симптом сагітальної нестабільності — при навантаженні на тазову кістку зверху-вниз, відмічається рухливість кісток.
Симптом Гориневської (симптом «прилиплої п'яти») — хворий у позиції лежачи на спині не може підняти витягнуту ногу, а підтягує її до тулуба; ознака перелому верхньої гілки лобкової кістки.
Симптом Вернейля — посилення болю у місці перелому при здавленні тазу за крила здухвинних кісток.
Симптом Ларрея — біль виникає у глибоко розташованих тазових кістках при спробі розгорнути тазові кістки за передньоверхні ості.
Симптом Габая — пасивні рухи в тазостегнових суглобах викликають різкий біль у місці перелому.
Важливо зазначити, що найбільш відомі симптоми Гориневської, Вернейля, Ларрея та ін. не завжди є достовірними. Так, симптом «прилиплої п'яти» (неможливість «відірвати» п'яту від поверхні на ушкодженому боці, що спостерігається при переломі переднього півкільця таза) при наявності двостороннього перелому горизонтальної гілки лобкових кісток може бути позитивним лише на одному боці. Більш адекватним є симптом сагітальної нестабільності, який демонструє нестабільне ушкодження таза, але травматичний при його застосуванні.
Ознака Дестота:  ознака Дестота стосується пальпованої гематоми в промежині над паховою зв'язкою або проксимальним відділом стегна, що може свідчити про перелом тазу з активною кровотечею.
Симптом Грея Тернера:  Симптом Грея Тернера характеризується синцями на боці, що вказує на заочеревинну кровотечу.
Ураження Мореля-Лавале:  ураження Мореля-Лавале — це внутрішня травма, що виникає внаслідок зсуву шкіри під час травми, що може потребувати додаткового хірургічноговтручання та вплинути на планування остаточного хірургічного втручання. Клінічно це уражння проявляється значними саднами м'яких тканин, екхімозом або підшкірною гематомою. Крім того, його можна визначити на комп'ютерній томографії (КТ) шляхом оцінки м'яких тканин.
На нестабільність тазового кільця переконливо вказують хворобливість і ненормальна рухливість при ручному обстеженні або аномалії на рентгенівському знімку тазу. Якщо будь-яке з них є, необхідне додаткове обстеження (рентгенівське дослідження на вході на виході та/або КТ).

#### Ознаки пошкоджень органів малого тазу
При пошкодженні сечостатевої системи, виникають наступні ознаки:
- Виділення крові з уретри;
- Гематома в області мошонки або промежини;
- Гематурія (кров в сечі);
- Анурію (тривала відсутність сечовипускання);
- Високе розташування та неможливість пропальпувати простату при ректальному огляді у чоловіків;
- Вагінальна кровотеча при пошкоджені у жінок;

Травми кишечника або прямої кишки можуть спричинити наступні симптоми:
- Біль у черевній порожнині або в ділянці тазу;
- Ректальну кровотечу;
- Пізній розвиток перитоніту;

Травми нервових структур можуть викликати наступні ознаки:
- Слабкість або втрату чутливості та рефлексів у нижніх кінцівках, прямій кишці або промежині;
- Нетримання калу або сечі;
- Затримку сечі;

### Інструментальні обстеження

#### Рентгенографія

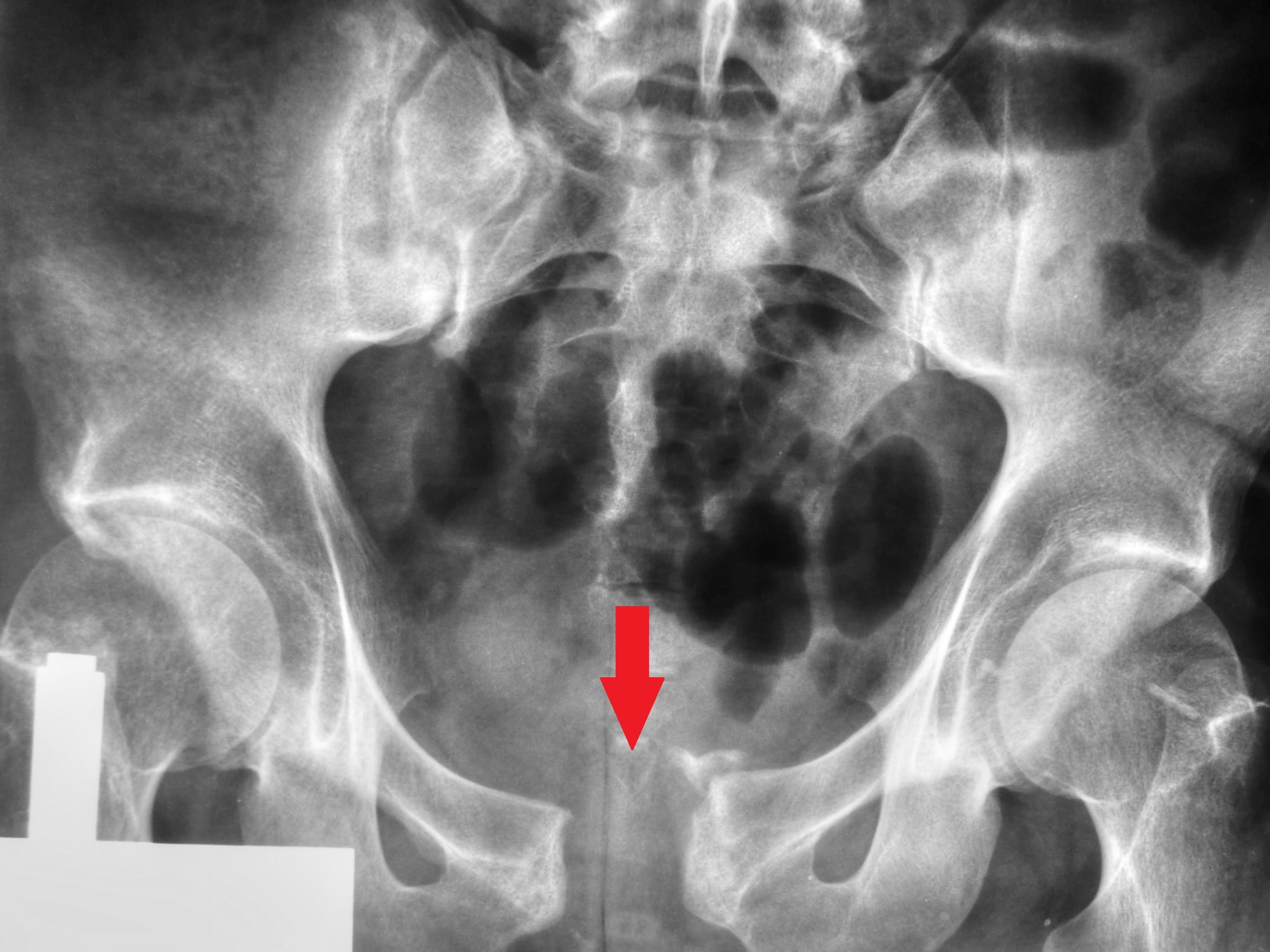
Рентгенографія перелом кісток тазу по типу «відкритої книги» та значний діастаз лобкового симфізу.

Рентгенографія області тазу у передньо-задній проекції дає змогу виявити більшість переломів. Але можуть знадобитися рентгенівські дослідження в спеціалізованих проекціях (наприклад, рентгенограма в косій проекції по Жюде дає змогу візуалізувати вертлюгову западину).
Додаткові рентгенограми, такі як проекції «входу» та «виходу», мають вирішальне значення для оцінки переднього або заднього напівкільця та деформації в корональній площини. Поточні дані свідчать про те, що оптимальним кутом для проекції «на вході» є 25° каудальний нахил і 60° краніальний нахил для проекції «на виході».

#### Сонографічне обстеження
У пацієнтів із порушеннями гемодинаміки необхідно оперативно виключити наявність кровотечі в черевній порожнині за допомогою ультразвукового обстеження по протоколу FAST або за допомогою діагностичного перітоніального лаважу.

#### Компьютерна томографія (КТ)
КТ більш чутлива за рентгенографію і її зазвичай проводять, щоб виявити всі фрагменти перелому і певні супутні травми при переломах внаслідок високоенергетичної травми. КТ часто є непотрібною при ізольованому переломі лобкової гілки при низькоенергетичній травмі або невеликому відривному переломі.

#### Магнітно-резонасна томографія (МРТ)
МРТ рідко показане при гострій травмі тазового кільця, однак таке дослідження використовують в окремих випадках для подальшої характеристики ушкоджень м'яких тканин.

#### Додаткові методи
Діагностика та лікування поєднаних пошкоджень важливіші, ніж повне визначення перелому кісток тазу.
Зазвичай додаткові діагностичні обстеження включають:
- Аналіз сечі для виявлення гематурії;
- Неврологічний огляд;
- Гінекологічний огляд у жінок (для виключення вагінальної травми);
- Пальцеве ректальне дослідження у чоловіків;
- Ретроградна уретрографія для виявлення травми уретри за показами;

Уретральна кровотеча є ознакою розриву уретри, в основному спостерігається у чоловіків. Цей стан слід визначити до введення уретрального катетера. Така кровотеча говорить про порушення роботи уретри. Необхідно оцінити цілісність уретри за допомогою ретроградної уретрограми.
Ректальне дослідження дає вказівки на локальний біль, визначає виступаючі частини кісткових уламків при переломах, що є особливо важливим при переломах крижової кістки для визначення зсуву відламка і при переломах вертлюгової западини з центральним вивихом стегна.

## Лікування

### Невідкладна допомога
Нестабільні переломи кісток тазу необхідно якомога швидше у відділенні невідкладної допомоги фіксувати пов'язкою (наприклад, за допомогою простирадла) або стабілізувати доступними бандажами для тазу; така стабілізація часто може зменшити або зупинити кровотечу.
Після проведення реанімаційних заходів і стабілізації стану пацієнта необхідний огляд з голови до ніг, щоб переконатися, що всі травми діагностовано.
Масивна кровотеча — основна причина смерті постраждалих з тяжкими переломами кісток таза в перші хвилини та години після надходження в стаціонар. Крововтрата та порушення кровообігу відіграють провідну роль у патогенезі травматичного шоку в постраждалих із тяжкими пошкодженнями таза. Пошкодження судин таза трапляється у 22,1–30 % постраждалих із травмою даної локалізації. У 54–88 % випадків джерелом кровотечі є порушення судин таза.
Внутрішньотазова анестезія (блокада) по Школьникову-Селіванову — проводиться хворому в положенні «лежачі на спині». Пальпують передньоверхню вість здухвинної кістки. Шкіру обробляють розчином антисептика. Відступивши на 1 см досередини від передньоверхньої вісті, проводять анестезію шкіри на невеликій ділянці. Довгу голку, надіту на шприц місткістю 20 мл вводять під вість спереду дозаду, постійно інфільтруючи тканини новокаїном. Під час проведення голки потрібно постійно відчувати близькість клубової кістки. Дійшовши до гематоми у місці перелому, що визначається появою крові в шприці під час руху поршня на себе, вводять при односторонньому переломі тазу 400—500 мл 0,25 % розчину новокаїну. При двосторонній блокаді вводять по 250—300 мл новокаїну з кожного боку. (Максимальна разова доза сухої речовини новокаїну становить 1,25 г).
Якщо кровотеча триває, необхідно провести ангіографічну емболізацію або хірургічне втручання для тампонади порожнини тазу та/або внутрішню фіксацію кісток тазу.

### Консервативне лікування
Стабільні переломи тазу часто потребують лише симптоматичного лікування, особливо коли пацієнти можуть ходити без сторонньої допомоги.

#### Скелетне витягнення
Часто скелетне витягування застосовують відразу після травми і знімають після операції. Іноді переломи кульшової западини можна лікувати лише скелетним витягуванням.

### Оперативне лікування

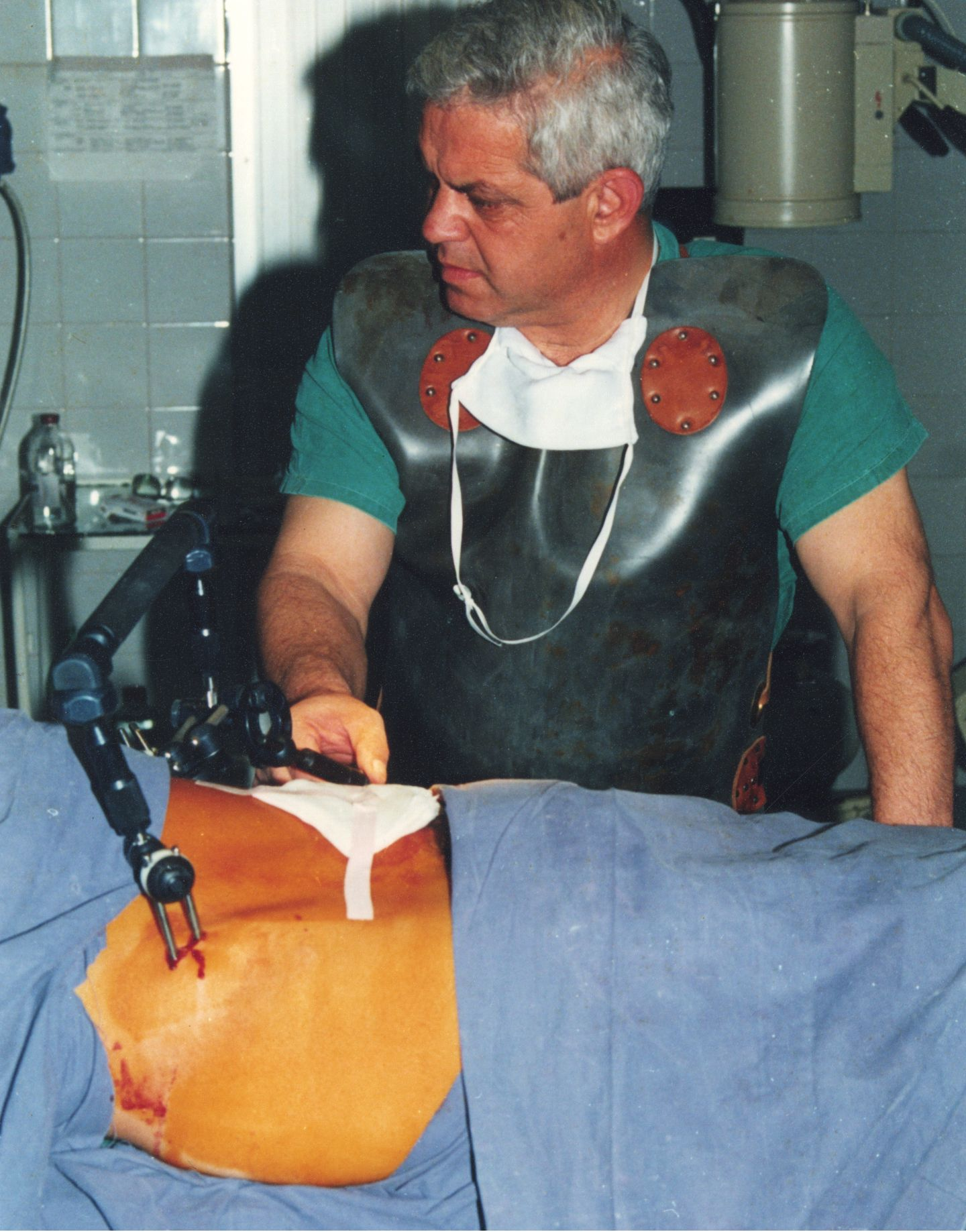
Зовнішня фіксація перелому тазу

#### Екстрена стабілізація за допомогою C-затискача
Перед застосуванням С-подібного затискача необхідно якомога краще вирівняти таз. Коли таз репоновано і шипи розташовані належним чином, кінчики шипів вбиваються в зовнішній кортекс клубової кістки. Заднє тазове кільце замикається С-подібним затискачем шляхом ручного стиснення бічних розпірок у медіальному напрямку.

#### Зовнішня фіксація
Зовнішній фіксатор діє як стабілізуючий каркас для утримання зламаних кісток у правильному положенні. Зовнішня фіксація таза показана для тимчасової або остаточної стабілізації нестабільних ушкоджень тазового кільця. Важливо пам'ятати, що зовнішня фіксація (над вертлюжною або клубовою гребінцем) переважно контролює та стабілізує передню частину тазового кільця. У більшості випадків потрібна додаткова стабілізація або фіксація при асоційованих травмах задньої частини тазового кільця. Встановлення зовнішнього фіксатора гребеня клубової кістки проблематично у пацієнтів із ожирінням.
Показання до зовнішньої гвинтової фіксації включають:
- Кровотеча, що триває, або нестабільність гемодинаміки, особливо у пацієнтів з масивним ушкодженням органів тазу;
- Політравма;
- Необхідність стабілізації стану до переведення до спеціалізованого закладу;

Зовнішня фіксація знижує частоту розвитку ускладнень та тривалість перебування у лікарні. Після тимчасової стабілізації після реанімації пацієнта зовнішню фіксацію можна замінити на внутрішню. Це бажано, оскільки тривала зовнішня фіксація може призвести до дискомфорту пацієнта, проблем зі шкірою та місцевих інфекцій.

#### Відкрита репозиція і внутрішня фіксація
Під час цієї операції зміщені фрагменти кістки спочатку репонують до їх нормального положення. Потім вони кріпляться разом за допомогою гвинтів або металевих пластин.

## Ускладнення
Через порожнину тазу проходить безліч важливих анатомічних структур, які часто ушкоджуються. Можливі травми судин (наприклад, клубової вени), які можуть бути причиною тяжкої кровотечі, особливо при травмах заднього відділу тазу. Крововиливи можуть бути зовнішніми (що вказує на відкритий перелом) або тільки внутрішніми; в обох випадках може розвинутись геморагічний шок.
Супутнє ураження сечостатевої системи (наприклад, розрив уретри або сечового міхура) є поширеним явищем, особливо при переломах переднього відділу тазу. У пацієнтів із переломами заднього відділу тазу можуть виникнути ушкодження кишечника. При задніх переломах можуть ушкоджуватись нервові корінці та сплетення поблизу крижових отворів.
Можливі ускладнення при хірургічному лікуванні переломів таза:
- Проблеми з загоєнням ран, включаючи інфекцію;
- Пошкодження нервів або кровоносних судин;
- Тромбоз судин;
- Легенева емболія — утворення тромбу в легенях;

## Реабілітація
В післяопераційному періоді, основними завданнями реабілітації є:
- Управління болем. Існує багато типів ліків, які допомагають впоратися з болем, включаючи опіоїди, нестероїдні протизапальні засоби (НПЗП) і місцеві анестетики. Лікар може використовувати комбінацію цих ліків, щоб покращити полегшення болю, а також мінімізувати потребу в опіоїдах.
- Заохочування до ранніх рухів. Більшість пацієнтів починають ходити якнайшвидше після операції з обмеженнями навантаженням і виконувати вправи для стоп і ніг.
- Фізична терапія. Спеціальні вправи допомагають пацієнтам відновити гнучкість і діапазон рухів стегна, розвинути силу та витривалість, щоб вони могли краще виконувати повсякденну діяльність.
- Профілактика утворення тромбів. Через обмеження мобільності після операції, лікар може призначити антикоагулянт або засіб для розрідження крові, щоб запобігти утворенню тромбів у глибоких венах тазу та ніг.
- Використання допоміжних засобів при пересуванні. Лікар може призначити деякий час користуватися милицями або ходунками. Повне навантаження на нижні кінцівки зазвичай дозволяється через 3 місяці — або коли кістки повністю зростуться. Пацієнту може знадобитися використання тростини або допоміжного засобу для ходьби протягом більш тривалого періоду часу.